# Komory na Letních olympijských hrách 2008
Komory se účastnily Letní olympiády 2008 v Pekingu. Tuto zemi reprezentovali tři sportovci, atleti Mhadjou Youssouf, Ahamada Feta a plavec Mohamed Attoumane. Do bojů o medaile nepostoupili.